# Colegiul Național „Unirea” din Focșani
Colegiul Național „Unirea” din Focșani, cunoscut și sub numele de CNU, este cel mai prestigios liceu din municipiul Focșani, județul Vrancea. Clădirea colegiului, corp A și corp B, Casa Directorului este monument istoric, înscrisă în lista monumentelor istorice din județul Vrancea cu codul  VN-II-m-B-06404.
Din punct de vedere arhitectonic este identic cu Colegiul Național „Roman Vodă” din Roman și cu Colegiul Național „Ion C. Brătianu” din Pitești.

## Istoric
Liceul "Unirea" a fost înființat la data de 7 ianuarie 1866 prin Ordinul Domnesc nr. 26512 din 10 august 1865, fiind prima unitate de învățământ secundar din această zonă și între primele din România.
În 1868, gimnaziul avea deja patru clase și un mic corp profesoral preocupat de strângerea materialului didactic: aparatură pentru fizică și chimie, colecții pentru geografie, istorie și științele naturii, o colecție de monede vechi. Tot atunci se pun și bazele bibliotecii, cu cele 45 de volume donate de elevi.
Până în 1880, atunci când construcția clădirii începe, școala funcționează fără local propriu, numele fiind schimbat din "Alexandru Ioan Cuza" în Gimnaziul "Unirea".
În anii 1884-1885, reapare clasa a V-a, iar mai apoi gimnaziul se transformă în liceu. Acest fapt a avut o mare importanță, având în vedere că în toată zona dintre Buzău și Bârlad nu mai exista o școală similară ca grad.
După lungi așteptări, liceul se mută în actuala clădire, construită după planurile arhitectului Constantin Băicoianu  (1859-1929), în anul 1890.
În anii ocupației germane din primul război mondial (1917-1918) liceul e transformat în spital, școala încetându-și activitatea.
În perioada interbelică, baza materială a școlii se dezvoltă: o sală specială pentru bibliotecă, un amfiteatru de fizică și chimie, două laboratoare pentru aceleași obiecte și noi săli de clasă. 
Punctul de atracție pentru elevi la sfârșit de săptămână era aparatul de proiectat filme pe care școala îl avea încă din 1920. Între timp, biblioteca ajunge la 10000 de volume.
Tot în această perioada, mai precis în 1928, se înființează primul muzeu de istorie și etnografie din zonă, instalat în clădirea anexă din fața școlii și inițiat de profesorul Alexandru Arbore.
Al doilea război mondial, precum și cutremurul din 1940 au adus pagube însemnate școlii. Clădirea a fost puternic afectată și s-au pierdut sau distrus numeroase cărți și materiale didactice.
În perioada comunismului, datorită paranoiei industrializării și tehnicizării, liceul a decăzut și a fost transformat din liceu teoretic în liceu industrial.
Aici au ființat: "Liga Culturală" (1891), "Societatea Literară" (1898), "Societatea Filarmonică" (1899), "Revista Noastră" (1912-1914 seria I), "Milcovia" (1930) "Ethos"(1941). Primul muzeu de istorie și etnografie din ținutul Putnei și altele.
Au fost perioade când titlul de bacalaureat al Liceului "Unirea" era cea mai bună recomandare pentru admiterea în Universitate. Este important faptul că liceul a funcționat fără întrerupere (cu excepția situațiilor de război) de la înființare și până în prezent, prestigiul său fiind menținut în toate vremurile prin strădania, dăruirea și valoarea profesorilor și elevilor săi. Clădirea în care funcționează în prezent a fost construită la sfârșitul secolului trecut (dată în funcțiune în anul 1899) și este inclusă în categoria monumentelor arhitectonice naționale.
Ministerul Educației Naționale a luat decizia în 1997 de a atribui liceului datorită rezultatelor din ultimii ani numele de Colegiul Național "Unirea".
Seriozitatea și calitatea învățământului din Liceul "Unirea" au făcut ca faima lui să depășească cu mult granițele județului Vrancea, impunându-se ca unul din cele mai importante repere ale învățământului secundar dar și ale vieții științifice și culturale.

## Personalități

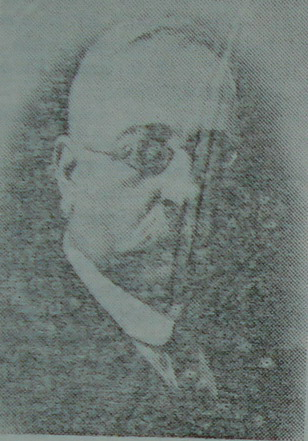
Gheorghe Longinescu, profesor de chimie anorganică la Universitatea din București

De-a lungul timpului mai multe personalități au învățat sau predat la Colegiul Național "Unirea", printre care se numără și:
- Constantin Apostol - prozator, publicist și traducător
- Gheorghe Apostoleanu - magistrat, om politic
- Costel Apostolescu - inițiatorul Stagiunii Teatrale a Elevilor Focșăneni
- Alexandru Arbore - istoric, etnograf, publicist
- Ion Basgan - inginer inventator
- George Beldescu - lingvist
- Gheorghe Bogdan-Duica - istoric literar
- Constantin Bușe - istoric
- Dimitrie Caian - publicist, memorialist, întemeietor al Ligii Culturale din Focșani
- Gheorghe Chiriac - publicist
- Cornel Coman - actor
- Constantin Davidescu
- Florentin Delmar - folclorist, etnograf, dialectolog și publicist
- Petrache Dima
- M.I. Dimitrescu - publicist, memorialist
- Mircea Dinutz - critic literar
- Dimitrie Drâmbă - doctor la universitatea din Nancy
- Ion Frunzetti - istoric și critic de artă
- Alexandru Georgiadi
- Constantin Giurescu - istoric, memorialist
- Emil Giurgea - folclorist, publicist
- Alexandru Grosu - biolog

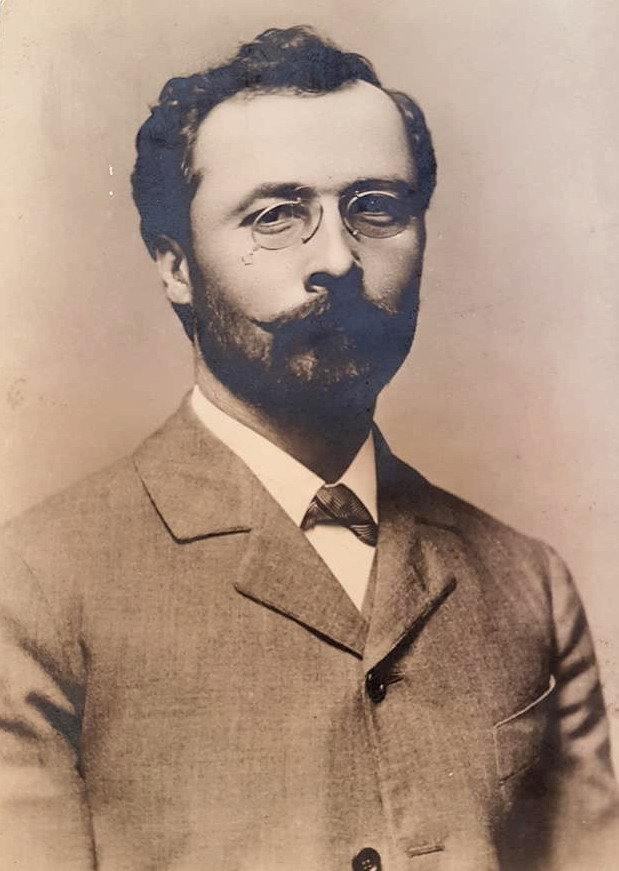
Simion Mehedinți

- Alexandru Hanță - profesor universitar, critic și istoric literar
- Haneș Vasile - publicist
- Virgil Huzum - poet, publicist
- Ion D. Ion - profesor universitar de matematică
- Theodor Iordănescu - autor de manuale școlare
- Gheorghe Ivan - profesor universitar
- Leon Kalustian - jurnalist
- Vasile Lefter - hispanist, publicist
- Constantin Leonescu
- Gheorghe Longinescu - chimist
- Ștefan Longinescu - profesor universitar de drept, academician
- Nicolae Manolescu - academician, profesor universitar, doctor docent, inginer
- Simion Mehedinți - savant de talie mondială, geograf, etnograf, om politic, prozator, filozof
- Ion Mincu - arhitect, profesor, inginer și deputat român[2]
- Constantin Moisil - academician, istoric român
- Alin Moldoveanu - sportiv de performanță la disciplina tir
- Carol Nagler - muzeograf și etnolog
- Ștefan Neagoe - autor de manuale, publicist
- Ion Nestor - academician, istoric și arheolog
- Virgil Panait - poet
- Dimitrie Papadopol
- Virgil Paragină - medic, publicist, memorialist
- Florin Paraschiv - eseist, traducător

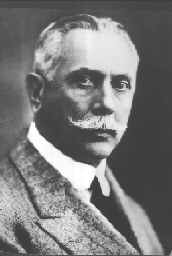
Duiliu Zamfirescu

- Constantin Parhon - medic endocrinolog și neuropsihiatru
- Vasile Pascu - pictor
- Petre Liciu - actor și regizor de teatru
- Emanoil Petruț - actor de teatru și film
- Valentin Popescu - doctor în litere, avocat
- Valeria Popescu
- Ion Larian Postolache - poet, traducător, publicist
- I.M. Rașcu - poet, critic și istoric literar
- Nicolae Rădulescu - geograf și istoric
- Alfonso Oscar Saligny - chimist, academician
- Anghel Saligny - academician, inginer constructor
- Brad Segal - profesor universitar
- Mihail Steliade - poet, publicist, editor, traducător
- Sorani Ettore
- Tudorel Toader - jurist, profesor universitar
- Ovidiu Țino - matematician
- Duiliu Zamfirescu - scriitor

## Biblioteca

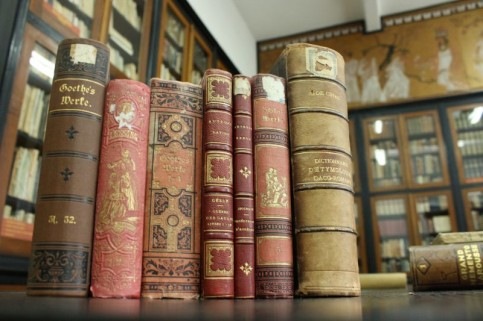
Din fondul de carte al bibliotecii

Fondul documentar nu păstrează decât o parte din ceea ce exista în anul 1945, când autoritățile comuniste au condamnat cartea veche, expresie a culturii „burghezo-moșierești”. Profesorii de atunci ai liceului „au furat” ceea ce au putut din grămada de cărți destinate dispariției, le-au ascuns și apoi le-au redat proprietarului legitim, bibliotecii liceului.  
Aceste relicve salvate sunt rarități bibliografice și au intrat în patrimoniul național de carte veche, ca de exemplu: Dicționarul în patru limbi (greaca vulgară, greaca literară, latina și italiana), 1761; „Histoire du Bas- Empire” par M. Le Compte De Segur, Paris, 1858; „Cronicele României” sau “Letopisețele Moldaviei și Vlahiei” de Mihail Kogălniceanu, București, 1872; „Elemente de matematică” de G. A. Asachi, Iași, 1837; „Gramateca Limbei Române” de Timotei Cipariu, București, 1877; „Grammaire allemande - practique” par J. Merklin, Metz, 1846; „Gramatica practica româno-franțuzească” de Gheorghe Vida, 1833; „Operele complete” ale lui Voltaire, „Scrisorile d-nei Sevigne”, 1863, „Operele complete” ale lui J. J. Rousseau, Saint-Beauve cu Causeries de lundi (15 volume) ș.a.
Practic, în fondul documentar există lucrări care acoperă toate domeniile științei, filosofiei, culturii în general (în limba română și alte limbi), excelent tipărite, legate și păstrate. Fondul documentar este de departe cel mai frapant exemplu de excelență ca realizare tipografică, de rafinament și trăinicie a legăturii.

## Colegiul astăzi
În prezent, liceul "Unirea" este unul dintre cele mai populare din Vrancea și este recunoscut de Ministerul Educației, Cercetării, Tineretului și Sportului pentru activitățile și rezultatele la olimpiade și concursuri de-a lungul anilor săi de existență.

### Bază materială
Colegiul este dotat în prezent cu:
- 41 de săli de clasă
- laboratoare specializate:
  - fizică
  - chimie
  - biologie
  - 3 laboratoare de informatică
  - un cabinet de geografie
  - un cabinet fonic
- 2 terenuri de sport
- o sală de sport
- bibliotecă
- cabinet medical
- cabinet de psihologie

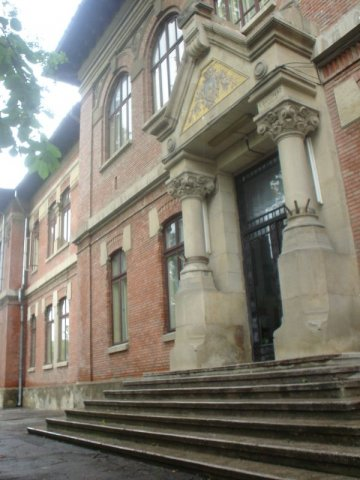
Liceul astăzi

- amfiteatru de aproximativ 200 de locuri

### Activitățile elevilor uniriști

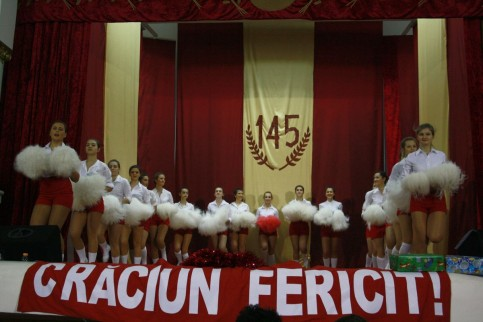
Majoretele CNU la serbarea de Crăciun(2011)

În timpul anului școlar, elevii colegiului "Unirea" participă la numeroase activități, fie ele legate de școală sau extrașcolare.
Printre cele mai importante se numără:
- Balul Bobocilor
- serbarea de Halloween
- serbarea de Crăciun
- Zilele Colegiului (în 2011 și 2012 cu ocazia acestor zile la liceu, în amfiteatru, a concertat trupa Taxi)
- serbarea de 24 ianuarie
- Balul Mărțișorului
- seara luminilor
- ziua porților deschise

### Imnul colegiului
Până în ianuarie 2012 imnul liceului a fost:

Inteligență, libertate,

Onoare, egalitate,

Performanță, implicare

Cultură, răbdare

Refren:

Ce NU s-a mai văzut

Ce NU s-a mai făcut

Întodeauna uniriști vom fi

Ce NU s-a auzit

Ce NU s-a mai vorbit

Tot ce-nseamnă Unirea vom iubi

Perseverență, competiție

Cinste, amiciție

Îndrăzneală, tradiție

Dezbatere, inovație

Sărbătoare, seriozitate

Știință, celebritate

Echilibru, literatură

Educație, învățătură.
Cu ocazia venirii trupei Taxi pentru al doilea an la rând și zilelor colegiului, Dan Teodorescu, solistul trupei, a compus un cântec pentru elevii uniriști, care mai apoi a devenit imn datorită reacției pozitive a publicului și a profesorilor.
Versuri:

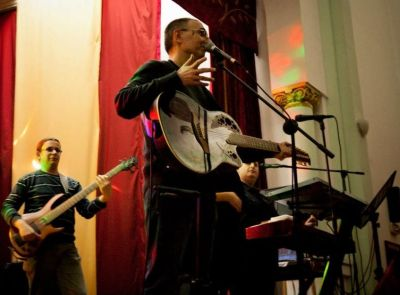
Trupa Taxi la CNU

Unii trăiesc tăcut, alții trăiesc grăbit,

Unii  trăiesc ca și când viața n-ar avea sfârșit.

Eu trăiesc în felul meu.

Unii trăiesc acut, alții trăiesc voalat.

Unii trăiesc în ceea ce s-ar putea numi păcat.

Eu trăiesc în felul meu, al meu, doar al meu.

R:  Eu sunt unirist,  trăiesc CNU.

N-o să stii niciodată ce înseamnă asta

Dacă nu ești unirist și tu.

Unii trăiesc lejer, alții trăiesc suspect,

Unii trăiesc ca și cum n-ar avea niciun defect.

Eu trăiesc în felul meu.

Unii trăiesc serios, alții trăiesc normal,

Unii trăiesc… hmm, aproape c-aș putea să zic banal.

Eu trăiesc în felul meu, al meu, doar al meu.

R:   Eu sunt unirist, trăiesc CNU.

N-o să stii niciodată ce înseamnă asta

Dacă nu ești unirist și tu.

Și dacă încă nu ți-e clar,

O să-ți spun verde-n față:

CNU nu-i un liceu, CNU e-un stil de viață!

R:  Eu sunt unirist, trăiesc CNU.

N-o să stii niciodată ce înseamnă asta

Dacă nu ești unirist și tu.

## Premii la olimpiade
Din 1996 până în prezent, Colegiul Național "Unirea" a oferit numeroși olimpici naționali și internaționali.

### Olimpiade naționale
| Obiect              | I | II | III | Mențiuni |
| ------------------- | - | -- | --- | -------- |
| Română              | 2 | 2  | -   | 14       |
| Matematică          | 8 | 10 | 28  | 29       |
| Informatică         | 3 | 8  | 9   | 22       |
| Engleză             | - | 1  | 1   | 7        |
| Germană             | - | 1  | 1   | 2        |
| Biologie            | 2 | 1  | 1   | 11       |
| Chimie              | - | -  | -   | 13       |
| Geografie           | 2 | -  | 1   | 11       |
| Fizică              | - | -  | 1   | 13       |
| Istorie             | - | 1  | -   | 13       |
| Latină              | 1 | 1  | 1   | 14       |
| Științe socio-umane | 3 | -  | 1   | 8        |
| Psihologie          | - | -  | 1   | -        |
| Franceză            | - | -  | -   | 2        |
| Italiană            | 3 | 1  | -   | 1        |
| Educație Fizică     | - | 1  | -   | -        |

### Concursuri internaționale
- Tudor Leu – Bronz – Olimpiada Internațională de Informatică (1998)
- Tudor Leu – Bronz – Olimpiada Balcanică de Informatică (1999)
- Florin Ghețu – Argint – Olimpiada Balcanică de Informatică (1999)
- Florin Ghețu – Aur – Concurs Internațional Pluridisciplinar (2000)
- Florin Ghețu – Aur – Concursul Țărilor din Europa Centrală (2001)
- Virgil Petrea – Aur – Concurs Internațional Pluridisciplinar (2001)
- Virgil Petrea – Aur – Olimpiada Internațională de Matematică (2002)
- Virgil Petrea – Argint – Olimpiada Balcanică de Matematică (2002)
- Andrei Benea – Bronz – Olimpiada Balcanică de Informatică (2002)
- Adrian Iuga – Aur – Concursul Internațional Pluridisciplinar (2002)
- Adrian Iuga – Bronz – Olimpiada Balcanică de Matematică (2002)
- Radu Marin – Bronz – Olimpiada Internațională de Informatică (2005)
- Radu Marin – Bronz – Olimpiada de Informatică a Țărilor Central Europene (2005)
- Ioana Alexandru – Mentiune – Concursul de Limba și Literatura Română “Mihai Eminescu” – etapa internațională (2007)
- Mihai Munteanu – Argint – Western China Mathematical Olympiad – China (2008)
- Ioana Alexandru – Premiul II – Concursul de Limba și Literatura Română “Mihai Eminescu” – etapa internațională (2009)
- Ioana Alexandru – Premiul I – Concursul de Limba și Literatura Română “Mihai Eminescu” – etapa internațională (2010)
- Ionuț Flavius Bratu - Premiul II - Olimpiada Internațională de neuroștiințe - Africa De Sud (2012)
- David Preda - Premiul I - Olimpiada Internațională de Geografie - Bandung, Indonezia (2023)